# ملیندا گیتس
ملیندا فرنچ گیتس (به انگلیسی: Melinda French Gates) (زاده ۱۵ اوت ۱۹۶۴ در دالاس) همسر پیشین بیل گیتس و مدیر پیشین برخی از محصولات شرکت مایکروسافت است. وی در سال ۲۰۱۳ از سوی مجلهٔ فوربز پس از آنگلا مرکل و دیلما روسف به عنوان سومین زن قدرتمند جهان شناخته شد.

## تولد و تحصیلات
ملیندا در شهر دالاس در ایالت تگزاس در آمریکا زاده شد. او دانشجوی نمونه در آکادمی اورسولین بود. مدرک کارشناسی خود را در رشته علوم کامپیوتر و اقتصاد از دانشگاه دوک در سال ۱۹۸۶ میلادی، و مدرک MBA را از مدرسهٔ کسب‌وکار فوکوآ دانشگاه دوک در سال ۱۹۸۷ میلادی دریافت کرد. او بین سال‌های ۱۹۹۶ تا ۲۰۰۳ میلادی عضو هیئت مدیره دانشگاه دوک بود. بیل و ملیندا یکدیگر را در انتشارات مایکروسافت در سال ۱۹۸۷ میلادی در منهتن ملاقات کردند.

## کار در مایکروسافت
ملیندا گیتس مدیر پیشین چند واحد از محصولات مایکروسافت، مانند مایکروسافت پابلیشر (به انگلیسی: Publisher)، مایکروسافت باب (به انگلیسی: Microsoft Bob)، انکارتا (به انگلیسی: Encarta) و اکسپدیا (به انگلیسی: Expedia) بوده‌است.

## ازدواج و فرزندان
ملیندا گیتس در ۱ ژانویه ۱۹۹۴ میلادی با بیل گیتس بنیان‌گذار، مدیر عامل، و مدیر بخش نرم‌افزار شرکت مایکروسافت ازدواج کرد. آن‌ها سه فرزند به نام‌های جنیفر کاترین گیتس (۱۹۹۶ میلادی)، روی جان گیتس (۱۹۹۹ میلادی)، و فوب آدل گیتس (۲۰۰۲ میلادی) دارند. آنها در مه ۲۰۲۱ میلادی از هم جدا شدند.

## قدردانی
در دسامبر ۲۰۰۵ میلادی ملیندا گیتس و همسرش همراه با بونو عضو اصلی گروه موسیقی ایرلندی یوتو، در مجله تایم به‌عنوان اشخاص برتر سال برگزیده شدند. ملیندا گیتس مدال آزادی دولت اسپانیا را در ۴ مه ۲۰۰۶ میلادی برای کارهای خیرخواهانه‌اش دریافت کرد.